# San Giovanni a Piro
San Giovanni a Piro es una localidad y comune italiana de la provincia de Salerno, región de Campania, con 3.832 habitantes.

## Evolución demográfica
| Gráfica de evolución demográfica de San Giovanni a Piro entre 1861 y 2001 |
|                                                                           |
| Fuente ISTAT - elaboración gráfica de Wikipedia                           |